# Kesaguli, Sakleshpur
Kesaguli là một làng thuộc tehsil Sakleshpur, huyện Hassan, bang Karnataka, Ấn Độ.